# تاریخ مردم کرد
این نوشتار به تاریخ مردم کرد از ازمنه باستانی تا دوران معاصر می‌پردازد.

## کُرد در اسطوره‌ها

### کُرد در شاهنامهٔ فردوسی
فردوسی در داستان قیام کاوه آهنگر بر علیه ضحاک ماردوش به کُردها اشاره می‌کند. هنگامی که ضحاک ماردوش برای آرام کردن مارهای روی دوشهایش به پیروی از اهریمن دستور داد تا هر روز دو جوان ایرانی را بکشند و مغزسرهایشان را طعمه مارها کنند، در این هنگام دو آشپز ایرانی به نام‌های ارمایل و گرمایل به زیرکی خود را به دربار رساندند و در آشپزخانه ضحاک مشغول کار شدند. این دو نفر هر روز یکی از دو جوان را که رشید تر از دیگری بود رها می‌کردند و مغز سر دومی را با مغز سر گوسفندی می‌آمیختند و طعمه مارها می‌کردند. تا دست کم یکی از دو نفر را نجات داده باشند. جوان رشید رهایی یافته به کوه‌ها پناه می‌برد و در آن‌جا چوپانی پیشه می‌کرد و پنهانی روزگار می‌گذرانید. فردوسی سپس می‌گوید:
| خورشگر بدیشان بزی چند و میش   |  | سپردی و صحرا نهادند پیش    |
| کنون کُرد از آن تخمه دارد نژاد |  | کز آباد ناید به دل برش یاد |

یعنی از افزایش نسل این جوانان نژاده و رشید، جمعیت «کُرد» پدید آمد. فردوسی از زبان کاوه آهنگر هنگام قیامش علیه ضحاک می‌گوید:
| بپویید کاین مهتر آهرمنست   |  | جهان آفرین را به دل دشمن است |
| همی رفت پیش اندرون مرد گُرد |  | جهانی برو انجمن شد نه خرد    |

تنها حضور کُردها در شاهنامه فردوسی در داستان کاوه آهنگر و ضحاک است که بعد از قیام کاوه آهنگر و پیروزی در برابر ضحاک، فردوسی نژاد «کُرد» را از کاوه آهنگر می‌داند که عمدهٔ این نژاد ساکن کوهستان‌های غرب ایران شدند و با ازدیاد جمعیتشان متحد شدند و ضحاک را سرنگون کردند.

## کُرد در تاریخ باستان
منطقه امروزی کردستان عراق در دوران باستان بخشی از امپراتوری آشور را تشکیل می‌داد. آشور بانیپال در سال ۶۳۳ پ م در گذشت. هوخشتره شاه ماد در حمایت از بابل به آشور اعلان جنگ داد. هوخشتره در سال ۶۱۴ پ م از کوه‌های زاگرس گذشت و ضمن تسخیر آبادی‌های آشوری سر راه، شهر آشور پایتخت دولت آشور را در محاصره گرفت. پس از سقوط شهر آشور، نبوپلسر پادشاه بابل به دیدار هوخشتره آمد و در آنجا پیمان دوستی ایران و بابل تجدید شد. در سال ۶۱۳ پ م شاه آشور در نینوا بود و این شهر نیز در سال ۶۱۲ پ م تسخیر شد. نبوپلسر رهبر بابلی‌ها به همکاری با ماد روی آورد.
در دوره‌های بعدی و پس از یاری هارپاگ وزیر آستیاگ به کوروش بزرگ و سقوط پادشاهیِ ایرانی ماد این سرزمین بخشی از حکومت‌های هخامنشی، سلوکی، اشکانی و ساسانی گشت.
برای نمونه در زمان هخامنشی آتروپاتن سردار ایرانی ساتراپ این سرزمین بود که پس از حمله اسکندر و صلح و توافق با او همچنان بر قسمتی از سرزمین کردستان که بعدها به آتروپاتنکان یا همان آذربایجان کنونی نام گرفت، حکمرانی داشت و در امور داخلی خود کاملاً مستقل عمل می‌نمود.
برخی منابع از قبیل نولدکه (NOLDKE ۱۸۹۷) آورده‌اند که طوایف کردی که در نواحی مرکزی و جنوب ایران وجود داشتند در خلال دوره شاهنشاهی ساسانی به علت فتوحات ایران و حرکت جمعیت به طرف شمال غربی مهاجرت کرده و در سرزمین کردو (KURDU) ساکن شده و با کردهای آنجا مخلوط شده‌اند و نام آن‌ها را قبول کرده‌اند این مردم که قبلاً به نام مرتی‌ها شناخته می‌شدند در جنگ‌های مداوم ساسانیان و اشکانیان (پارتها) با رومی‌های بیزانسی شرکت داشته‌اند و با روم در جنگ بوده‌اند. اینان در قرن چهارم میلادی از طرف رومی‌ها به نام کرچخ شناخته می‌شدند. بر حسب سرزمین و لهجه‌های محلی کردهای قدیمی نام‌های کاردوخ (KARDUKH) و کاردیخ (KARDIKH) که سکنه و بومیان آن بوده‌اند بر این مردم اطلاق شده‌است.
در زمان ساسانیان منطقه امروزی عراق را ناحیه آسورستان یا دل ایرانشهر می‌نامیدند و طبق تقسیمات کشوری ایران آن زمان، آسورستان به دوازده استان و شصت تسو (شهرستان) بخش شده بود. بیشتر بخش شرقی منطقه امروزی کردستان عراق در زمان ساسانیان در استان شادپیروز قرار داشت. شمال غربی کردستان عراق استان بالا نام داشت. شهرهای بزرگ آن دوره در این منطقه، اربیل، گرمیان (کرکوک امروزی) و آشب (عمادیه امروزی) بودند.

## کردستان پس از هجوم قبایل عرب
با آغاز حمله اعراب به رهبری عمر بن خطاب در سال‌های (۶۳۴–۶۴۲ م) نواحی اربیل، موصل و نصیبین که نواحی کردنشین بودند به تصرف اعراب درآمد بعد از عمر، در دوره جانشین وی عثمان نیز مناطق شمالی کردها و مناطق قفقاز به تصرف درآمد.
در منابع تاریخی متقدم و عمدتاً دو قرن اول اسلامی که شامل مغازی ابن اسحاق؛ فتوح الشام واقدی؛ مروج الذهب مسعودی؛ تاریخ ابن اثیر؛ سفرنامه ابن بطوطه (قرن هشتم) قاموس المحیط فیروزآبادی؛ الاصابه فی تمیز الصمابه ابن حجر و … است در خصوص نحوه مسلمان شدن مردم جبال (نام قدیم کردستان در زمان ساسانیان) اشاره شده‌ است که به افسانه شبیه است و ساخته ذهن کسانی است که می‌خواهند هجوم و قتل‌عام و کشتار اعراب در ذهن ایرانیان بزرگ جلوه داده نشود»
اشغال شهرزور، صامغان و دراباذ (= دزاباذ) توسط اعراب
روایت اول:بلاذری می‌نویسد: «عزره بن قیس که در دوره خلافت عمر والی حلوان بود به سوی فتح شهرزور رهسپار گردید اما نتوانست آن را فتح کند. اما بعد عتبه بن فرقد آن را بعد از یک درگیری به صلحی همانند صلح حلوان فتح کرد، در آنجا هر مردی از مسلمانان که توسط عقرب نیش زده می‌شد وفات می‌یافت.»
روایت دوم: «اهل صامغان و دراباذ با عتبه صلح کردند بر این شرط که جزیه و خراج بپردازند و در عوض کسی از آنان کشته نشود و به اسارت نیز گرفته نشود و از پیروی آیین خویش منع نگردند.»
روایت سوم: «شهروز، صامغان و دراباذ از فتوح عتبه بن فرقد سلمی بود که در آن با کُردها جنگید و کسانی از آنها را کشت.»(۳) ابن اثیر همین روایت را عیناً از بلاذری نقل کرده اما در ادامه می‌نویسد: «کُردان بسیاری کشته شدند.»
روایت چهارم: «عتبه، شهرزور، صامغان ودراباذ را به صلح فتح کرد، اما آنها پیمان شکستند بنابراین، عتبه بازگشته شهر را به جنگ گشود و بر آنان خراج بست.»
پس از حمله اعراب کردها اکثراً اسلام را به زور و اکراه پذیرفتند در غیر این صورت باید جزیه می‌دادند و در مواردی اعراب با شورش و سرپیچی اکراد روبه‌رو شدند؛ مثلاً محمد بن جریر طبری می‌نویسد:
…در همین روز خبر رسید که «موصل» بشوریده و کردان در آن‌جا پراکنده‌اند. مُسَیب‌بن زُهیر، حاکم کوفه، که دوست یحیی‌بن خالد بود، به منصور (خلیفه عباسی) پیشنهاد کرد که کار خواباندن شورش کردان را به خالد واگذارد که «او برای خواباندن آن شورش تواناست». منصور این پیشنهاد را پذیرفت و خالد را به حکومت موصل برگماشت.

## ضعف قدرت دستگاه حکومتی خلافت در دوره عباسیان

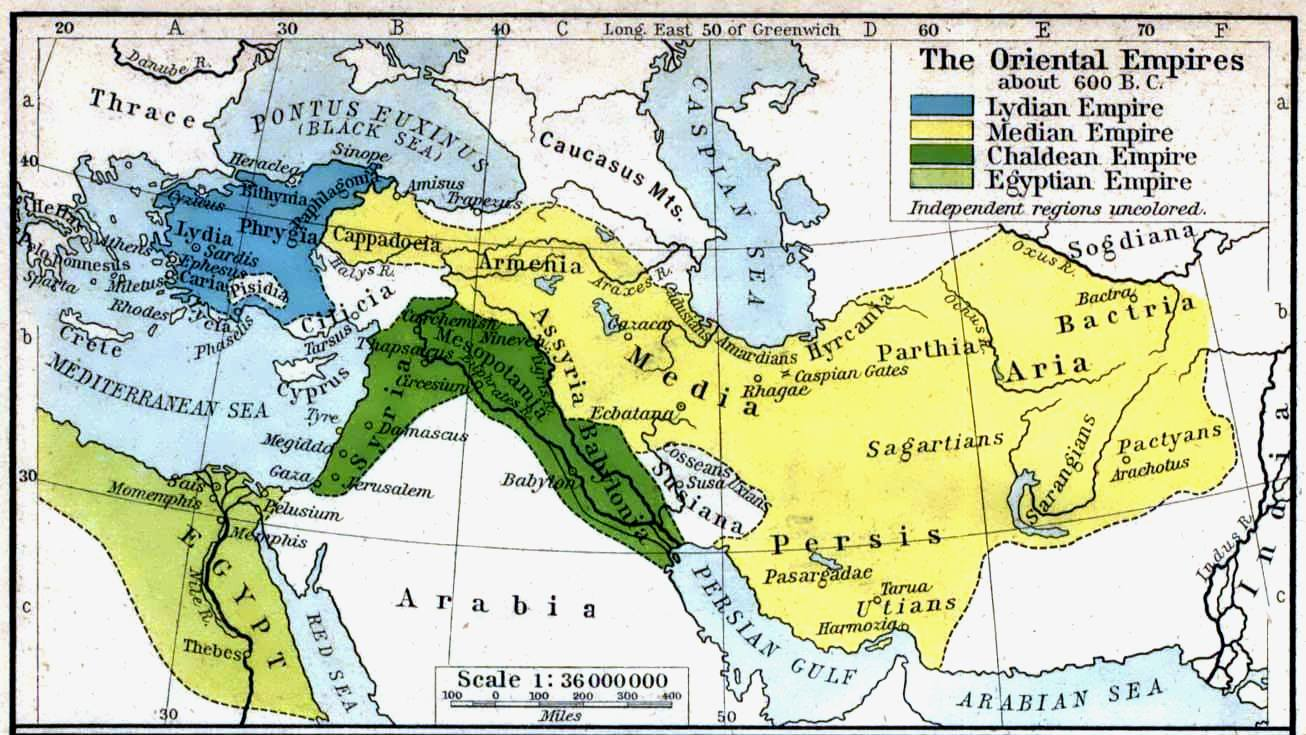
امپراتوری ماد (۵۸۵ پ. م)

در دوره عباسیان که به کمک ابومسلم خراسانی ایرانیان به خلافت رسیدند، به علت رقابت امین و مأمون پسران هارون الرشید، قدرت دستگاه حکومتی خلافت تضعیف شد. از این زمان به بعد با استفاده از ضعف دستگاه حکومتی خلافت اعراب، دولت‌های مستقل و نیمه مستقل ایرانی هم در شرق و هم در غرب ایران دوباره به قدرت رسیدند. در شرق ایران دولت‌های طاهریان، صفاریان و سامانیان به قدرت رسیدند. در غرب ایران دولت‌های حسنویه، بنی عیاران، آل بویه، فضلویه، هزاراسپیان، مروانیان و ایوبیان به قدرت رسیدند. در این زمان لفظ کرد برای توصیف نژادی قبایل ایرانی به کار می‌رفت.

## هزبانیان
هزبانیان دودمانی کردتبار بودند که از پیش از میلاد مسیح تا چند سده پس از هجرت پیامبر اسلام کم و بیش بر نواحی وسیعی از کردستان حکمرانی می‌کردند. قلمرو حکومت آنان در دوره‌های مختلف تغییر می‌کرد، اما به‌طور کلی می‌توان گفت از ارومیه تا اربیل را در بر می‌گرفت.

## حسنویه
در قرن دهم میلادی (۹۵۹ م) حسن برزیکانی که رئیس قبایل کرد برزیکانی بود خود را به فرمانروایی شرق کردستان رسانید و دینور و همدان و نهاوند را فتح کرد و دولت مستقل حسنویه (۳۴۸–۴۰۵ ق) را بنیان‌گذارد. فرزند او ناصرالدین (۹۷۹–۱۰۱۴ م) و نوه اش ظهیران هلال ابن بدر (۱۰۱۵–۱۰۱۴ م) می‌باشند اینان از آل بویه اطاعت می‌کردند. حکومت حسنویه تا ۴۰۵ ق. ادامه یافته‌است. این سلسله به دست بنی عیاران از بین رفت.

## بنی عیاران
بنی عیاران (۴۰۱ تا ۵۱۱ ق) سلسله مستقل کرد در غرب ایران از بازماندگان خاندان حسنویه بودند. آخرین حاکم حسنویه امیر طاهر برزینی، است که توسط ابوالشوک (حسام الدوله) حاکم سلسله بنی عیاران از بین رفت. حکومت بنی عیاران تا ۵۱۱ ق. دوام داشته‌است. با حمله ترکمن‌های سلجوقی سلسله بنی عیاران از بین رفته و مقدمات حکومت اتابکان لرستان به وجود آمد.

## مروانیان
در سال ۹۹۰ میلادی به هنگام مرگ کردباد حکمران انتصابی خلیفه برادرزاده اش ابوعلی مروان، حکمران نواحی دیاربکر، میافارقین آمیدنی (آمید) و نصیبین را به دست آورد. این مناطق بعد از مرگ عضدالدوله دیلمی از دست آل بویه خارج شده بود. اینان که به مروانیان معروف شدند بعدها از خلیفه عباسی روی گردان و به فاطمیان گرویدند.

## روادیان
روادیان(۹۵۵–۱۰۷۱)، دودمانی کُرد تبار بودند که بر تبریز، آذربایجان و مُکریان در اواخر قرن هشتم و اوایل قرن نهم میلادی حکومت می‌کردند. روادیان در نیمهٔ دوم قرن دهم و بیشتر قرن یازدهم میلادی بر مُکریان و آذربایجان و بخش‌هایی از ارمنستان حکومت می‌کردند. مرکزیت تبریز و مراغه حکومت آن‌ها بود.

## شدادیان
شدادیان نام خاندانی کرد از اران ارمنستان است که در فاصله سال‌های ۳۴۰ تا ۴۸۰ هجری قمری در نواحی باکو، گنجه و بردع حکومت کردند. نام برخی از شخصیت‌های مهم آن‌ها لشکری، فضلون و ابوالاسوار شاوور، در اشعار و منابع تاریخی آمده‌است. شدادیان در جنگ‌های اسلام با روم شرقی (بیزانس)، طوایف گرجی و ارمنی نقش برجسته‌ای داشتند.

## ایوبیان
صلاح‌الدین ایوبی (۵۳۲ ق. - ۱۷ صفر ۵۸۹ ق) یکی از سرداران کرد و مسلمان جنگ‌های صلیبی بود. از دوره صلاح الدین سرداران کرد توانستند فراتر از منطقه‌های کردنشین قدرت خود را بسط دهند.
با پیروزی صلاح‌الدین ایوبی در جنگ‌های صلیبی، صلاح‌الدین ایوبی به حکومت رسید. وی مؤسس سلسله ایوبیان است.
ایوبیان دودمانی کردتبار بودند که از ۱۱۷۱ تا ۱۲۶۰/۱۲۵۰م در مصر و سوریه و عراق فرمانروایی کردند. پایتخت‌های ایشان دمشق و قاهره بود. تنها حلب تا سال ۱۳۹۰ م. در اختیار خاندان ایوبی (ایوبیان) قرار داشت. توان و خصوصیات جنگی صلاح الدین او را به عنوان یکی از قهرمانان افسانه‌ای جنگ با صلیبیون درآورد.

## حکومت‌های کُرد
سلسله‌های بزرگ و قدرتمندی همچون آتریان (سلسله از تبار مادها، کردها به همراه برخی قوم‌های دیگر مانند آذری‌ها از تبار ماد هستند)، هزبانیان، آل حسنویه، بنی عیاران، فضلویه، مروانیان، شدادیان، روادیان، ایوبیان، بابان، حکومت اردلان و… از نژاد قبایل ایرانی کُرد بودند.

## کردستان پس از حمله ترکمن‌های سلجوقی
هم‌زمان با روی کار آمدن ترکمنهای سلجوقی (۵۱۱ ق) و پادشاهی سلطان سنجر برای اولین بار ایالتی به نام کردستان تأسیس گردید.
حمدالله مستوفی در کتاب نزهةالقلوب در سال ۷۴۰ هجری اسم کردستان و شانزده ایلات آن را آورده‌است:
کردستان و آن شانزده ولایت است و حدودش به ولایات عرب و خوزستان و عراق عجم و آذربایجان و دیاربکر پیوسته‌است. آلانی، الیشتر، بهار، خفتیان، دربند، تاج خاتون، دربند رنگی، دزبیل، دینور، سلطان آباد، چمچمال، شهر زور، کرمانشاه (قرمیسین) هرسین، وسطام.

### اتابکان ترکمن
اتابکان ترکمن نیز مدت مدیدی قلمرو کردها را زیر قدرت خود داشتند؛ که تعدای از آن‌ها بر این مناطق حکومت کردند از قبیل:
۱) نوادگان سبکتکین (۱۱۴۴–۱۲۳۲ م) در اطراف اربیل که اولین آن‌ها زین الدین علی پسر کوچک سبکتکین است.
۲) آل ارتق (۱۱۰۱–۱۳۱۲ م) که اولین حکمران آن‌ها اَرتُق است؛ که بر دیار بکر و مدتی بر حلب و ماردین حکومت می‌کردند.

### شاهان ارمنی
۳) شاهان ارمنی (۱۱۰۰–۱۲۰۷ م) که موسی لهنا لقمان قبطی است. در این دوره اینان به دلیل مراوده با اعراب، عرب شده بودند ولی کردها تلاشی برای از بین بردن آن‌ها انجام ندادند یا این وجود کردها زبان خویش را حفظ کردند.

## کردستان پس از حمله مغول
بعد از حمله مغول به ایران، به دنبال جنگ و زدوخورد جلال الدین خوارزمشاه با آن‌ها و فرار او به مناطق شرقی و سپس ورود به ایران و آمدن به مناطق کردنشین، مغول‌ها سراسر ایران برای از بین بردن جلال الدین درهم نوردیدند. جلال الدین مدتی در غرب ایران حکومت کرد که با روسای محلی و اتابکان درگیر شد. در سال ۱۲۱۳ میلادی سلطان جلال الدین خوارزمشاه کشته شد. هلاکوخان مغول نیز بعد فتح نواحی مرکزی ایران و قلاع اسماعیلیه از طریق همدان و کرمانشاه به بغداد رفت و آخرین خلیفه عباسی را اسیر و به طرز فجیعی مقتول کرد. در این زمان دیگر مناطق کردنشین از خطر مغول در امان نبودند. در سال ۱۲۵۹ میلادی دو لشکر از سه لشکر مغول تمام نواحی کردنشین را در هم درنوردیده و به طرف دریاچه وان رهسپار شدند. در این درگیری‌ها غیر از میافارقین که یکی از ایوبیان به نام کامل محمد مقاوتی به خرج داد بقیه مناطق بدون خونریزی شدید به دست مغول‌ها افتاد.

## ایلخانان مغول
در سال ۱۲۹۷م. کردها اربیل را محاصره نمودند و به لشکر مغول حمله کردند. بعد از مسلمان شدن ایلخان مغول به نام محمد خدابنده کردها به دلیل مسلمان بودن با او همکاری بیشتری نمودند. با ضعیف شدن ایلخانان مغول، امیران مغولی چوپانیان: امیر چوپان و حسن بزرگ چوپانیان قدرت را تا مدتی در دست داشتند که عاقبت ایلخانان در سال ۱۳۴۹ میلادی منقرض شدند. آمدن و رفتن فرمانروایان ادامه داشت تا اینکه قدرت به امیران مغولی جلایریان رسید که بعدها مناطق کردنشین به بایزید رسید.
بعد از جلایریان، ترکمنهای قراقویونلو حکومتی در کردستان تشکیل دادند که بعدها توسط ترکمنهای آق‌قویونلو از این مناطق به عقب رانده شدند.
با ظهور تیمور گورکانی مناطق دیاربکر و ماردین به تصرف تیمور لنگ افتاد. در حملات تیمور به دلیل اینکه کردها چادرنشین بودند و به کوهستان‌ها پناه برده بودند کمتر آسیب دیدند؛ بنابراین تا دوره صفویان سرزمینی که امروزه به کردستان مشهور است یک قسمت آن را جزیره و قسمت دیگر را اردلان می‌نامند که گاه تحت حکومت امیران مغولی جلایریان گاه تحت حکومت ترکمنهای آق‌قویونلو و گاه تحت حکومت ترکمنهای قراقویونلو بوده‌است که اینان خود به دست صفویان از بین رفتند.

## حکومت صفویان

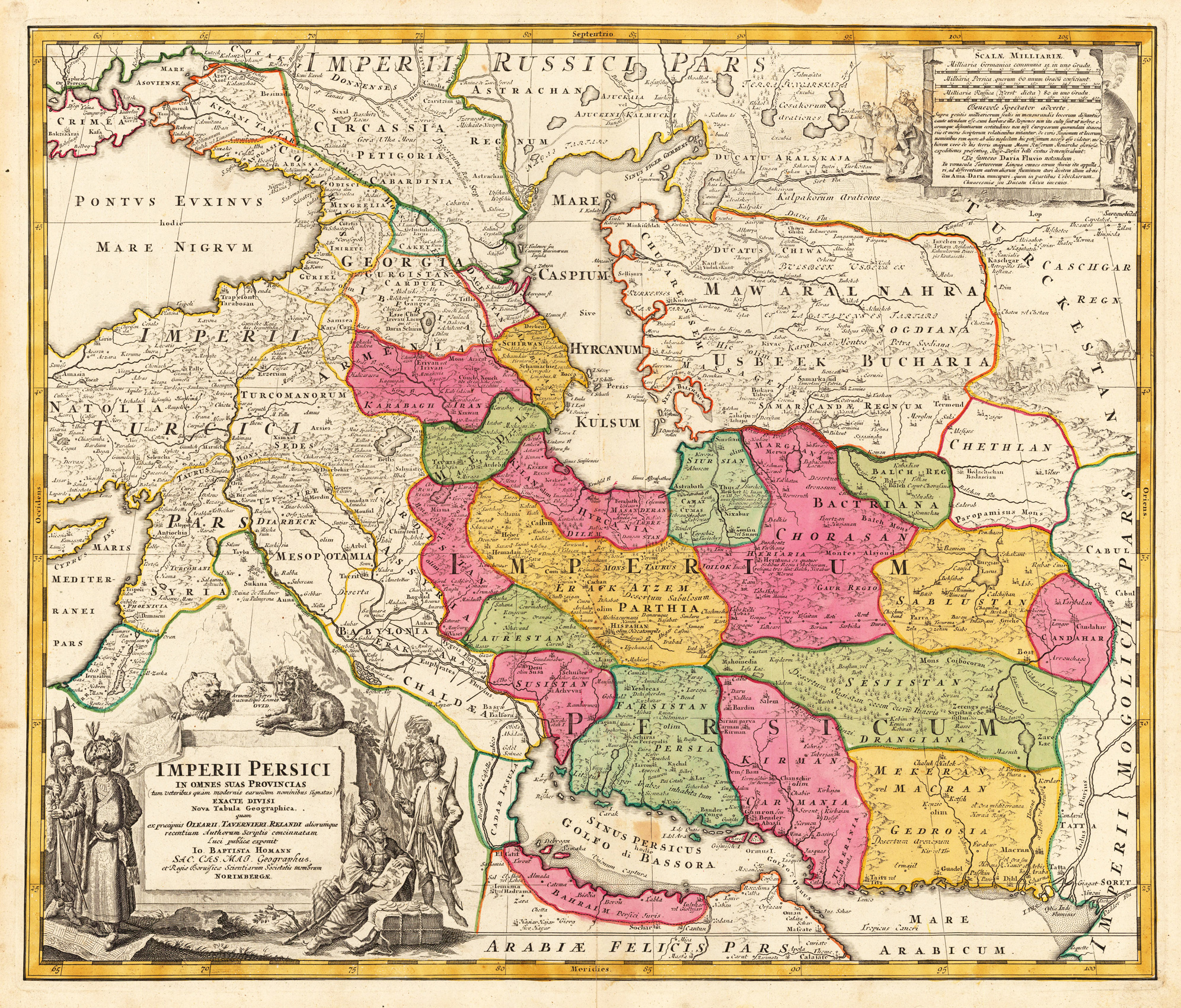
جایگاه کردستان در حدود سال‌های ۱۷۰۰ تا ۱۷۲۰ در غرب نقشه مشخص شده‌است

در دوران حکومت صفویان، شاه اسماعیل صفوی به رسمی‌کردن مذهب شیعه‌گری اقدام ورزید. این رویداد سبب شد کردها که اکثراً سنی مذهب بودند به صفویه بی‌اعتماد و به عثمانی مطمئن و متکی شدند. در آگوست سال ۱۵۱۴ میلادی که سلیم یکم پادشاه امپراتوری عثمانی بود، جنگ چالدران بین امپراتوری ایران و امپراتوری عثمانی درگرفت. سلطان سلیم یکم در این جنگ توانست که نیروهای شاه اسماعیل صفوی را شکست دهد. در جریان این جنگ بخش بزرگی از ایران جدا شد و به دست حکومت عثمانی افتاد. این بخش‌ها عبارت بودند از کردستان ترکیه امروزی، کردستان عراق امروزی و کردستان سوریه امروزی. علاوه بر این سرزمین‌ها، بخش‌هایی نیز از عراق امروزی و همچنین دیاربکر از کنترل ایران خارج و ضمیمه سرزمین‌های امپراتوری عثمانی شد. در نتیجه کردها وارد عرصه نوینی شدند. پس از شکست شاه اسماعیل صفوی ۲۵ حکمران کرد به دولت عثمانی گرویدند. از این زمان مسئله مرزها جزء عوامل اختلاف ایران و عثمانی شد. دراین دوران حکومت اردلان در کردستان ایران حکومت می‌کرد. علاوه بر این کهن‌ترین کتاب در رابطه با تاریخ مردم کرد نیز به نام شرفنامه در همین دوران و در سال ۱۵۹۷ توسط شرف‌خان بدلیسی نوشته‌شد.
مقارن با حکومت‌های صفویه و عثمانی، ایل کلهر به فرماندهی ذوالفقارخان کلهر پس از تسخیر بغداد و تسلط بر بخشی از کردستان، لرستان و سپس تمامی عراق عرب حکومتی ایجاد نمودند که به مدت ۱۵ سال ادامه داشت و در این مدت در نواحی مذکور به نام حاکم کلهر «ذوالفقارخان کلهر» خطبه خوانده و سکه زده شد.

## کردستان در جنگ جهانی اول

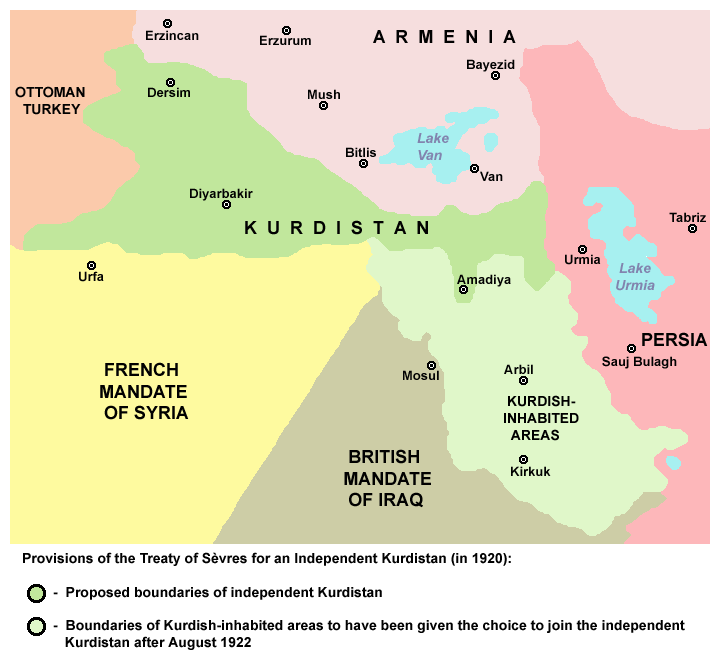
نقشه کشور کردستان برپایه پیمان سور

جنگ اول جهانی شاید بیشتر از هر جای دیگر کردستان را پایمال کرد و مردمش را دچار فقر و گرسنگی و بیماری گردانید. درگیری‌های مکرر و خانمان‌سوز در نواحی مختلف این سامان، ضمن اینکه موجب از بین رفتن کشتزارها و علوفه و دام‌های این مناطق شد، دست به دست شدن این سرزمین‌ها بین لشکرهای بیگانه و تاراج هربارهٔ هر یک از این نیروها، کردها را از هستی ساقط کرد. توش و توانی برای کردها باقی نمانده بود. در همین حال تبلیغات گسترده و امکانات از هر لحاظ فراوان انگلیسی‌ها بود. انگلیسی‌ها در هر جا قدم می‌گذاشتند، پیش از هر چیز به توزیع مواد غذایی و مداوای مردم می‌پرداختند و در عین حال به هر یک از ملیت‌های زیر پرچم عثمانی، وعدهٔ حکومت مستقل می‌دادند و خود را در نظر قشرهای مختلف مردم، یک فرشتهٔ نجات‌بخش تصویر می‌کردند.
پیش از سال ۱۹۱۴ میلادی، دولت عثمانی امتیاز استخراج نفت موصل را به دولت‌های آلمان و انگلیس واگذار کرده بود. با شروع جنگ، استخراج نفت متوقف شد و پیشرفت متفقین در جنگ، موجب انعقاد قرارداد سایکس _ پیکو (بین مارک سایکس انگلیسی و ژرژ پیکوی فرانسوی) در سال ۱۹۱۶ میلادی شد. در این قرار داد (که در حقیقت یک توافق‌نامه بر سر تقسیم سرزمین‌های عثمانی بود) شرق ترکیه سهم روسیه تزاری می‌شد، قسمت اعظم عراق به انگلیس می‌رسید و شمال غرب عراق و کشور سوریهٔ کنونی، زیر پرچم فرانسه می‌رفت. دلیل چشم پوشی انگلیسی‌ها از نفت موصل و واگذاری آن به فرانسه در قرارداد مذکور، این بود که نمی‌خواستند با روسیه تزاری مرز مشترک داشته باشند. در اکتبر سال ۱۹۱۷ میلادی، اوضاع روسیه تزاری دگرگون شد و حاکمان جدید روسیه، یعنی بلشویک‌ها از حجم درگیری‌های روسیه در سرزمین‌های خاورمیانه کاستند. انگلیس آن پیمان را بی‌اعتبار خواند و پس از بازی‌های سیاسی بسیار، در سال ۱۹۱۸، لوید جورج انگلیسی و ژرژ کلمانسو فرانسوی از سوی دولت‌های‌شان به توافق رسیدند که ولایت موصل و توابع آن را انگلیسی‌ها اداره کنند و در مقابل، سهمی از نفت عایدی آنجا را به فرانسه بدهند.

### فروپاشی امپراتوری عثمانی
قبل از آغاز جنگ جهانی اول، عثمانی به یکی از ناامن‌ترین و بی‌ثبات‌ترین همسایگان ایران تبدیل شده بود. به همین دلیل کشمکش‌های مرزی میان دو کشور تا سقوط امپراتوری عثمانی ادامه یافت. عثمانی‌ها در مواقع گوناگون از جمله همزمان با جنبش مشروطه‌خواهی ایران با سوء استفاده از گرفتاری‌های داخلی ایران، می‌کوشیدند تا قسمت‌های مهمی از آذربایجان ایران را تحت سیاست وحدت تمامی ترک زبانان آسیا، به قلمرو امپراتوری عثمانی ضمیمه کنند.
هشت سال قبل از آغاز جنگ جهانی اول، کردستان ایران و چند استان دیگر واقع در غرب ایران، توسط ارتش عثمانی اشغال شد و تحت تسلط امپراتوری عثمانی قرار گرفت. در سال ۱۹۱۴ جنگ جهانی اول آغاز شد. سال ۱۹۱۴ مقارن بود با دوران حکومت احمد شاه قاجار در ایران و دولت مشروطهٔ ایران، ضعیف‌ترین دوران خود را می‌گذراند. جنگ جهانی اول در زمانی آغاز شد که ایران از جوانب گوناگون اوضاعی آشفته، نابسامان، بغرنج و متزلزل داشت. بحران فزایندهٔ اقتصادی، وضعیت ناپایدار سیاسی و مداخلات قدرت‌های خارجی، ایران را تا آستانهٔ یک دولت ورشکسته پیش برده بود. به‌رغم اعلام بی‌طرفی دولت ایران، نیروهای بیگانه از غرب، شمال و جنوب وارد خاک ایران شدند. ارتش روسیه تزاری به فرماندهی ژنرال باراتف از شمال تا نزدیکی اصفهان پیشروی کرد. نیروهای انگلیسی نیز از جنوب وارد خاک ایران شدند. در نیمهٔ اول سال ۱۹۱۶ عملاً سرزمین ایران تحت اشغال قوای سه کشور بیگانه قرار گرفت. ارتش روسیه تزاری گیلان و بخش‌هایی از آذربایجان و مناطق وسیعی از استان مرکزی کنونی و قم و کاشان و نطنز و بخشی از استان اصفهان را اشغال کردند. عثمانی‌ها نیز با پشتیبانی دولت آلمان از مرزهای غرب ایران وارد خاک ایران شدند و تا مرکز همدان پیش آمدند و از آنجا راهی قفقاز و مرزهای روسیه شدند. آذربایجان غربی، کردستان، کرمانشاه، همدان و بروجرد تحت سلطهٔ امپراتوری عثمانی قرار گرفته بود. بخش مهمی از جنوب ایران نیز به اشغال انگلیسی‌ها درآمد. حکومت مرکزی ایران که فقط تهران را در اختیار داشت عملاً ناچار به تبعیت از سیاست روس و انگلیس، یعنی متفقین آن روز شد.
در ادامه جنگ جهانی اول، ارتش روسیه تزاری توانست بخش‌هایی از کردستان ایران را از دست نیروهای عثمانی بگیرد. دولت عثمانی اعلام کرد که این جنگ (جنگ عثمانی و روسیه تزاری)، جنگ اسلام و کفر است. شیوخ کرد نیز با صدور فتوا آن را تأیید کردند و کردها برای جهاد به نفع امپراتوری عثمانی اعلام آمادگی کردند.
جنگ، قحطی و گسترش بیماری‌هایی همچون وبا، بسیاری از مردم ایران و کردستان را به کام مرگ کشید. هنگامی که بزرگان کرد فهمیدند که جنگ عثمانی و روسیه تزاری به خاطر اسلام و کفر نیست با فرماندهان ارتش روسیه تزاری مخفیانه به مذاکره نشستند و اعلام بی‌طرفی کردند. دولت عثمانی از کارهای بزرگان کرد آگاه شد و دست به کشتار کردها در کردستان زد. واکنش متقابل روسیه تزاری چنان عثمانی‌ها را به عقب راند که آذربایجان شرقی در بهمن ۱۲۹۳ ش. به اشغال ارتش روسیه تزاری درآمد.
در سال ۱۹۱۸ میلادی جنگ جهانی اول با شکست امپراتوری عثمانی پایان یافت. امپراتوری عثمانی از هم فروپاشید و دولت انگلیس خود را در سرزمینی که امروزه به نام کشور عراق می‌شناسیم، یکه‌تاز دید و به روش‌هایی روی آورد که به کمک آن‌ها اقتدار و نفوذش را در منطقه خاورمیانه، مستحکم‌تر کند. انگلیسی‌ها برای نیل به این هدف از کارگزارانی بسیار ورزیده و مطیع سود جستند. کارگزارانی که هر یک به عنوان تحت پوششی، سال‌ها در آن مناطق زیسته بودند و با جزئیات ساختارهای اجتماعی، اعتقادی و اخلاقی مردم آن مناطق آشنا بودند.
پس از فروپاشی امپراتوری عثمانی در سال ۱۹۱۸ میلادی، انگلیس و فرانسه در پیمان سور با ایجاد یک دولت کرد اعلام موافقت کردند ولی سپس در کنفرانس لوزان از آن چشم پوشی کردند و موافقت خود را پس گرفتند. به همین دلیل، شیخ محمود برزنجی در مناطق کردستان عراق امروزین ضد انگلیس و ضد عراق به پا خاست و تا ماه آوریل سال ۱۹۳۱ مقاومت کرد.
پس از جنگ جهانی اول تا جنگ جهانی دوم، بیش از هشت قیام مختلف و پراکنده در کردستان ایران، کردستان ترکیه، کردستان عراق و کردستان سوریه رخ داد. قیام شیخ محمود برزنجی در سلیمانیه (۱۹۳۲–۱۹۱۹)، اسماعیل‌آقا سمکو (۱۹۳۰–۱۹۲۰)، قیام شیخ سعید پیران (۱۹۲۵)، قیام ژنرال احسان نوری پاشا رهبر جمهوری آرارات (۱۹۳۰–۱۹۲۷)، قیام شیخ احمد بارزانی (۱۹۳۴–۱۹۳۱)، قیام جعفر سلطان در منطقه اورامان پاوه (۱۹۳۲–۱۹۳۱)، قیام دیار بکر (۱۹۳۴) و قیام درسیم (۱۹۳۷).